# Dolichopeza (Afrodolichopeza) altivaga
Dolichopeza (Afrodolichopeza) altivaga is een tweevleugelige uit de familie langpootmuggen (Tipulidae). De soort komt voor in het Afrotropisch gebied.